# Чуманкасы
Чуманкасы́ (чув. Чуманкасси) — село в Чуманкасинском сельском поселении Моргаушского района Чувашии.

## Население
| 2010 | 2012 |
| ---- | ---- |
| 418  | ↗437 |

### Динамика численности
- 2010 — 418 жителей.
- 2016 — 412 жителей[3].

## География
Чуманкасы расположен в верховьях реки Сорма, примерно в 17 км к юго-западу от райцентра Моргауши и в 64 км от Чебоксар. В центре села расположен пруд Казанчик, где начинается исток реки Ербаш.

## История
Село основано в 1780 г. Основные жители — чуваши, до 1866 государственн. крестьяне; занимались земледелием, животноводством, слесарно-токар. производством. Функционировал храм Св. Николая Чудотворца (1900-34), с 1902 церковноприходская школа, переведённая из д. Шербаши, с 1917 начал. школа. В 1931 образован колхоз «Трудовик». В 1963 в состав включены соседние деревни Пачкасы и Оргалькино.
20 октября 2007 года была пущена в эксплуатацию автотрасса в село Чуманкасы, на открытии которого присутствовал бывший Президент Чувашии Н. Федоров.

## Инфраструктура
На территории села расположены 2 магазина (из них один магазин принадлежит Моргаушскому райпо), Чуманкасинский сельский Дом культуры.